# Thomas Ligotti
Thomas Ligotti (ur. 9 lipca 1953 w Detroit) – amerykański pisarz, autor opowiadań grozy, przedstawiciel nurtu weird fiction. 

## Życiorys
Został doceniony przez krytyków za przekraczanie granicy gatunku literackiego horroru i porównywany do Edgara Allana Poe, Jorge Luisa Borgesa, Franza Kafki i H.P. Lovecrafta. Zdobył m.in. Nagrodę Brama Stokera i International Horror Guild Award. Twórczość Ligottiego cechuje nihilizm i pesymizm. Autor unika przedstawień przemocy, skupiając się na filozoficznym tle swoich dzieł. 
Ligotti mieszka na Florydzie w USA. Politycznie identyfikuje się jako socjalista.

## Książki
- Songs of a Dead Dreamer (1986, 1989).
- Grimscribe: His Lives and Works (1991).
- Noctuary (1994).
- The Agonizing Resurrection of Victor Frankenstein and Other Gothic Tales (1994).
- The Nightmare Factory (1996).
- In a Foreign Town, in a Foreign Land ((1996, z Current 93).
- I Have a Special Plan for This World (1997).
- This Degenerate Little Town (2001, z Current 93).
- My Work Is Not Yet Done: Three Tales of Corporate Horror (2002).
- Crampton: A Screenplay (2003, z Brandonem Trenzem).
- Sideshow, and Other Stories (2003).
- Death Poems (2004).
- The Shadow At the Bottom of the World (2005).
- Teatro Grottesco (2006).
- The Conspiracy Against the Human Race (2010).
- The Spectral Link (2014).
- Born to Fear: Interviews with Thomas Ligotti (2014).

### Wydania po polsku
Dotychczas na rynku polskim ukazały się następujące tłumaczenia Thomasa Ligottiego:
- Cień i Ciemność [w:] 999 (antologia) – tłum. Zbigniew A. Królicki.
- Nethescurial [w:]  „Nowa Fantastyka” (11/2009), tłum. Paulina Braiter.
- Meduza [w:] Wielka księga potworów, t.1 (antologia), tłum. Ilona Romanowska.
- Łagodny głos szepce: nic (fragmenty) [w:] „Trans/wizje” (2/2012), tłum. Aleksander Więckowski.
- Sekta idioty [w:] „Coś na progu” (4/2012) – tłum. Mateusz Kopacz.
- Uwagi w temacie pisania horroru: opowiadanie [w:] Po drugiej stronie: weird fiction po polsku (antologia), 2013, tłum. Mateusz Kopacz.
- Anioł pani Rinaldi [w:] „Trans/wizje” (2/2014), tłum. Wojciech Gunia.
- Jeszcze nie skończyłem [w:] „Fantastyka – wydanie specjalne” (4/2014), tłum. Jakub Małecki.
- Teatro Grottesco – tłum. Wojciech Gunia, Mateusz Kopacz, Filip Skutela, Aleksander Więckowski.
- Spisek przeciwko ludzkiej rasie, tłum. Mateusz Kopacz, Wydawnictwo Okultura, Warszawa 2015.
- Koszmarna sieć [w:] „Magazyn Histeria” (5/2016), tłum. Wojciech Gunia.
- Mam szczególny plan dla tego świata [w:] „OkoLica Strachu” (4/2016), tłum. Wojciech Gunia.
- Nethescurial [w:] „Sny Umarłych, polski rocznik weird fiction 2018”, tłum. Wojciech Gunia.
- Pieśni umarłego marzyciela, tłum. Mateusz Kopacz, Wojciech Gunia, Wydawnictwo Okultura, Warszawa 2021.
- Cień na dnie świata [w:] Dziwne opowieści. Antologia weird fiction, Wydawnictwo Dom Horroru, Wrocław 2021, tłum. Wojciech Gunia.

Oprócz tego Thomasowi Ligottiemu poświęcono następujące artykuły:
- Wojciech Gunia – Topografia koszmaru [w:] „Trans/wizje” (2/2012).
- Sławomir Wielhorski – Wywiad z Thomasem Ligottim [w;] „Coś na progu” (4/5/2012), tłum. Mateusz Kopacz.
- Wojciech Gunia – Mówią, że powinienem się zabić, by nie psuć innym radości życia – rozmowa z Thomasem Ligottim [w:] „Trans/wizje” (2/2014), tłum. Wojciech Gunia.
- Wojciech Gunia – Thomas Ligotti i metahorror [w:] „Nowa Fantastyka” (2/2015).